# Gambeson

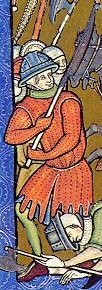
Abbildung aus der Maciejowski-Bibel (fol. 10r, um 1240)

Ein Gambeson (auch Gambison) ist ein seit dem 13. Jahrhundert nachweisbares textiles Rüstungsteil, das entweder aus mehreren Lagen Leinentuch bestand oder mit verschiedenen Materialien wie Rohwolle oder Stoffresten ausgestopft war. Beide Versionen waren abgesteppt.

## Begriff
Im deutschen Sprachraum bezeichnete man den Gambeson ursprünglich als Sarrock, die Hersteller dieser Textilrüstungen bezeichnete man als Sarroxwewer oder Sardoichsmechger (Köln).
Die Kettenrüstung nannte man dagegen Sarwat (zu mittelhochdeutsch sar n. „Rüstung“ und wât f. „Kleid“); die Panzermacher hießen Sarwürken (Nürnberg) oder Sarworter (Köln).

## Geschichte und Benutzung
Der Gambeson wurde von Rittern oder Reisigen als Bestandteil der Rüstung unter dem Kettenpanzer getragen, aber auch von Kriegsknechten entsprechend dicker als Primärrüstung. Der Gambeson oder Sarrock wurde gelegentlich auch über dem Kettenpanzer getragen. So ließ sich Theodorich von Lichtenhayn auf seinem Grabbild in der Erfurter Predigerkirche (1366) in Gambeson und Brünne verewigen.
Besonders in Verbindung mit dem Kettenpanzer war der Gambeson offenbar ein durchaus wirksamer Schutz gegen die mittelalterlichen Fernwaffen (Bogen und Armbrust), besonders auf größere Entfernung. Wie Experimente der Association for Renaissance Martial Arts (ARMA) zeigen, konnte das Gambeson sogar vor Schwerthieben guten Schutz bieten, aber nicht vor Stichen.
Nachweisbar ab dem 15. Jahrhundert wurde der Gambeson allmählich von der Brigantine (von Brigant: Kriegsknecht) verdrängt: Bei ihr wurden kleine Panzerplatten aus Metall oder anderen robusten Materialien zwischen den Stoff- oder Lederschichten eingenäht.
Als Vorläufer dieses Zwischenstadiums von Textilrüstung und Harnisch wird häufig der hochmittelalterliche Plattenrock angesehen.